# Fernando Ferreira (ciclista)
Fernando Ferreira (nascido em 22 de janeiro  de  1952 em Reguenga) é um antigo ciclista profissional português.

## Palmarés
- 1975
  -     - 3. ª etapa da Volta ao País Basco

## Resultados no Tour de France
- 1975 : 61.º